# Canadian (потяг)
Canadian (фр. Le Canadien) — трансконтинентальний пасажирський поїзд, що курсує між Юніон-Стейшн у Торонто, Онтаріо, і Тихоокеанським Центральним залізничним вокзалом у Ванкувері, Британська Колумбія.